# 东风渠灌区
东风渠灌区是中国湖北省当阳的一个灌区，其水源为黄柏河。灌区设计面积100万亩，实际面积为65.5万亩，进水闸设计流量为15立方米每秒。